# Pentti Nikula
Pentti Nikula (ur. 3 lutego 1939 w Somero w prowincji Finlandia Zachodnia) – fiński lekkoatleta specjalizujący się w skoku o tyczce.
Uczestnik igrzysk olimpijskich w Tokio (1964) gdzie zajął 7. miejsce z wynikiem 4,90. W roku 1962 sięgnął po złoty medal mistrzostw Europy. Jedenastokrotny reprezentant kraju w meczach międzypaństwowych (6 zwycięstw indywidualnych). Wielokrotny złoty medalista mistrzostw kraju. Sześć razy w karierze poprawiał rekord Finlandii na stadionie i jako pierwszy zawodnik z tego kraju skoczył o tyczce 5 metrów. 22 czerwca 1962 w Kauhava wynikiem 4,94 ustanowił nowy rekord świata. Rekord życiowy na stadionie: 5,00 (5 maja 1963, Pori), w hali: 5,10 (2 lutego 1963, Pajulahti).